# Лазарев, Леонид Александрович
Лазарев Леонид Александрович (1933—2006) — Герой Социалистического Труда (1977). Возглавлял бригаду Коммунистического труда электромонтажников Братского монтажного управления треста «Гидроэлектромонтаж», Член горкома КПСС и депутат горсовета Братска. Работал на строительстве Братской ГЭС, Братского алюминиевого завода, Усть-Илимской ГЭС и Усть-Илимского лесопромышленного комплекса. Кавалер ордена Трудового Красного Знамени и ордена Ленина.

## Биография
Родился в 1933 году под Ленинградом, в поселке Свирь-III.
Отец был видным специалистом и работал на гидроэлектростанции Волховского каскада.
Во время войны семью эвакуировали на Урал. Но сразу же после освобождения вернулись — восстанавливать разрушенный каскад. Тут уж Леонид ни на шаг не отставал от отца и, конечно, многому научился.
После окончания школы продолжил обучение в железнодорожном техническом училище.
Работал токарем (уже к семнадцати годам имел 6-й разряд) в Петрозаводске, Таллине — по направлению, так как хороших токарей, комсомольцев всегда посылали на прорыв.
После службы в армии вернулся в Свирь-III и пошел работать электромонтажником треста «Гидроэлектромонтаж». К тому времени он женился. Родился первенец — Сергей. Складывалась работа, отношения с товарищами, мастерство росло.
В 1961 году желание участвовать в масштабных строительствах привело на Ангару на строительство Братской ГЭС в Братское управление «Гидроэлектромонтажа». Здесь он стал бригадиром, настолько талантливым, что в сводках тех дней, в «Молниях» и многотиражных газетах коллектив этот неизменно фигурировал среди первых. За успехи в труде получил право на приобретение легкового автомобиля — «Волга М-24».
С окончанием строительства Братской ГЭС, возглавляемая им бригада коммунистического труда была направлена на возведение Братского алюминиевого завода. И уже через полгода бригада во всех сводках и сообщениях опять прочно заняла место в ряду первых. А опыт бригады Лазарева становился достоянием все новых коллективов.
В 1977 году за исключительные достижения в труде на строительстве Братского алюминиевого завода, Леониду Александровичу было присвоено высшее звание — Герой Социалистического труда.
Затем бригаде Лазарева довелось монтировать электрооборудование на Усть-Илимской ГЭС и на Усть-Илимском лесопромышленном комплексе. И эту работу Лазарев Л. А. совмещал с обязанностями члена горкома партии и депутата горсовета Братска.
Похоронен на Кузьмоловском кладбище (Всеволожский район, Ленинградская область).

## Семья
Жена: Вера Ивановна Лазарева работала в управления «Гидроэлектромонтажа» по административно-хозяйственной части.
Дети: Сергей и Ирина. Сын — Сергей, отслужив в армии, уехал в Ленинград, женился и был принят на работу в трест «Гидроэлектромонтаж».